# HD 77338
Désignations
HD 77338 est une étoile ayant une exoplanète en orbite proche dans la constellation de la Boussole. Elle est trop faible pour être visible à l'œil nu, avec une magnitude apparente visuelle de 8,63. Le système est situé à une distance de 149 années-lumière et il s'éloigne de plus en plus avec une vitesse radiale héliocentrique de 8,2 km/s.
Le spectre de cette étoile se présente comme une sous-géante de type K avec un type spectral de K0 IV. Cela indique que l'étoile a épuisé la réserve d'hydrogène de son noyau et a commencé à évoluer en s'éloignant de la séquence principale. Elle a 94 % de la masse du Soleil et 97 % de le rayon du Soleil. L'étoile tourne sur elle-même avec une période de rotation d'environ 33 jours. Elle rayonne 71 % de la luminosité du Soleil depuis sa photosphère à une température effective de 5 315 K.
HD 77338 est enrichie en éléments plus massifs que l'hélium par rapport au Soleil, avec une métallicité de 0,16, mais elle est beaucoup plus vieille, avec un âge de 9,5 milliards d'années. Elle est inhabituellement enrichie en éléments lourds pour une étoile de son âge. L'abondance anormalement élevée d'ions de manganèse peut indiquer que l'étoile a récemment traversé le stade de la « coquille » commune (engloutissement d'une planète).

## Système planétaire
En 2012, une planète, nommée HD 77338 b, a été découverte par la méthode des vitesses radiales sur une orbite serrée avec une excentricité incertaine. Sa température d'équilibre est de 954,8 K.
| Planète | Masse              | Demi-grand axe (ua)      | Période orbitale (jours) | Excentricité    | Inclinaison | Rayon |
| ------- | ------------------ | ------------------------ | ------------------------ | --------------- | ----------- | ----- |
| b (en)  | ≥ 15,9+4,7 −5,3 M🜨 | 0,061 4+0,003 1 −0,003 4 | 5,736 10 ± 0,001 5       | 0,09+0,22 −0,09 |             |       |